# 事業所母集団データベース
事業所母集団データベース（じぎょうしょぼしゅうだんデータベース）は、日本政府が作成・運用する統計ビジネスレジスターである
。統計法に基づいて整備されており、総務省統計局ではその管理のための部署を置いている。経済センサスや経済構造実態調査などの調査結果に、行政記録情報および事業所・企業への照会
などによる最新情報を加えて、日本国内に存在するすべての事業所と企業の情報を随時更新する。公営の事業所も対象である。運用開始は2002年。2008年以降、政府統計共同利用システムの一部として稼働している。行政機関、地方公共団体、独立行政法人などは、このシステムを通じてデータの提供を受け、企業・事業所に関する統計の作成や、それらを対象とする調査の抽出枠として利用できる。

## 歴史
統計局（当時は総務庁所属）では、1990年代までに、全数調査である事業所統計調査（後に事業所・企業統計調査、経済センサスの前身）の結果を用いて事業所対象調査のサンプリングのための名簿を作成してきた。その効率的な維持管理と利用の高度化を図るため、1994年9月から1996年1月まで「事業所情報データベースに関する研究会」を開催。その成果に基づいて1996年11月5日に統計局長・統計センター所長による「事業所・企業情報データベース構築に関する基本方針」を決定した(pp276-278)。
1999年4月27日の閣議で「国の行政組織等の減量、効率化等に関する基本計画」が決定され、事業所・企業名簿情報データベースによって既往調査歴をふくめ母集団情報を一元的に管理し、各機関がおこなう統計調査の対象の重複を避けることになった。これに前後して、統計局では、商業統計調査、法人企業統計調査、工業統計調査などと事業所・企業統計調査結果との照合作業をおこなうなど、データベース構築の準備を進めていた(p277)。
事業所・企業データベースは、2002年6月に運用を開始。事業所・企業統計調査、商業統計調査、工業統計調査、法人企業統計調査、帝国データバンク、有価証券報告書などを基本的な情報源とする。これに加え、日本政府が実施するすべての統計調査（事業所・企業を対象とするもの）から、被調査履歴と最小限の属性情報を収録する。データベース内部はいくつかのテーブルにわかれているが、これらの間を共通の事業所コードで連携する構造である。(pp278-279)
2005年の「統計調査等業務の業務・システムの見直し方針」 およびそれに基づいて2006年に決定された「統計調査等業務の業務・システム最適化計画」 により、「各省庁共同利用型システム」を開発し、その一部として事業所・企業データベースを収めることになった。これが政府統計共同利用システムであり、2008年4月1日に稼働開始した。
2007年に全部改正された統計法 は、2条で「事業所に関する情報の集合物であって、それらの情報を電子計算機を用いて検索することができるように体系的に構成したもの」を事業所母集団データベースと定義し、27条でその整備を謳った。これにしたがい「事業所母集団データベース」との名称が標準となっているが、「事業所・企業データベース」との表記も残っている。また単に「ビジネスレジスター」と呼ばれていることもある(p11)。なお、法務省が提供する統計法の英訳
では「Establishment Frame Database」となっている。
改正統計法公布後の2009年3月に閣議決定された「公的統計の整備に関する基本的な計画」(pp11,12,42) では、行政情報等を活用して事業所母集団データベースの精度を高めることを掲げた。また統計調査のための母集団情報としての利用だけでなく、それ自体による統計作成を可能とすることも視野に入れている。この計画に基づき、総務庁統計局では2013年までにデータベースの拡張をおこなった。新しい事業所母集団データベースでは、従来と同様に、数年に一度の事業所全数調査（経済センサス）を基本的な情報源としながら、主要な統計調査からの情報と、労働保険、法人登記、商業登記、EDINETなどの行政記録情報と事業所への照会によって迅速な更新をおこなう(pp190-195)。また、7月1日現在の事業所・企業名簿である「年次フレーム」を毎年作成し、母集団情報として提供するようになった。